# Metagonia samiria
Metagonia samiria is een spinnensoort uit de familie trilspinnen (Pholcidae). De soort komt voor in Peru. 